# Старо (деревня, Рузский городской округ)

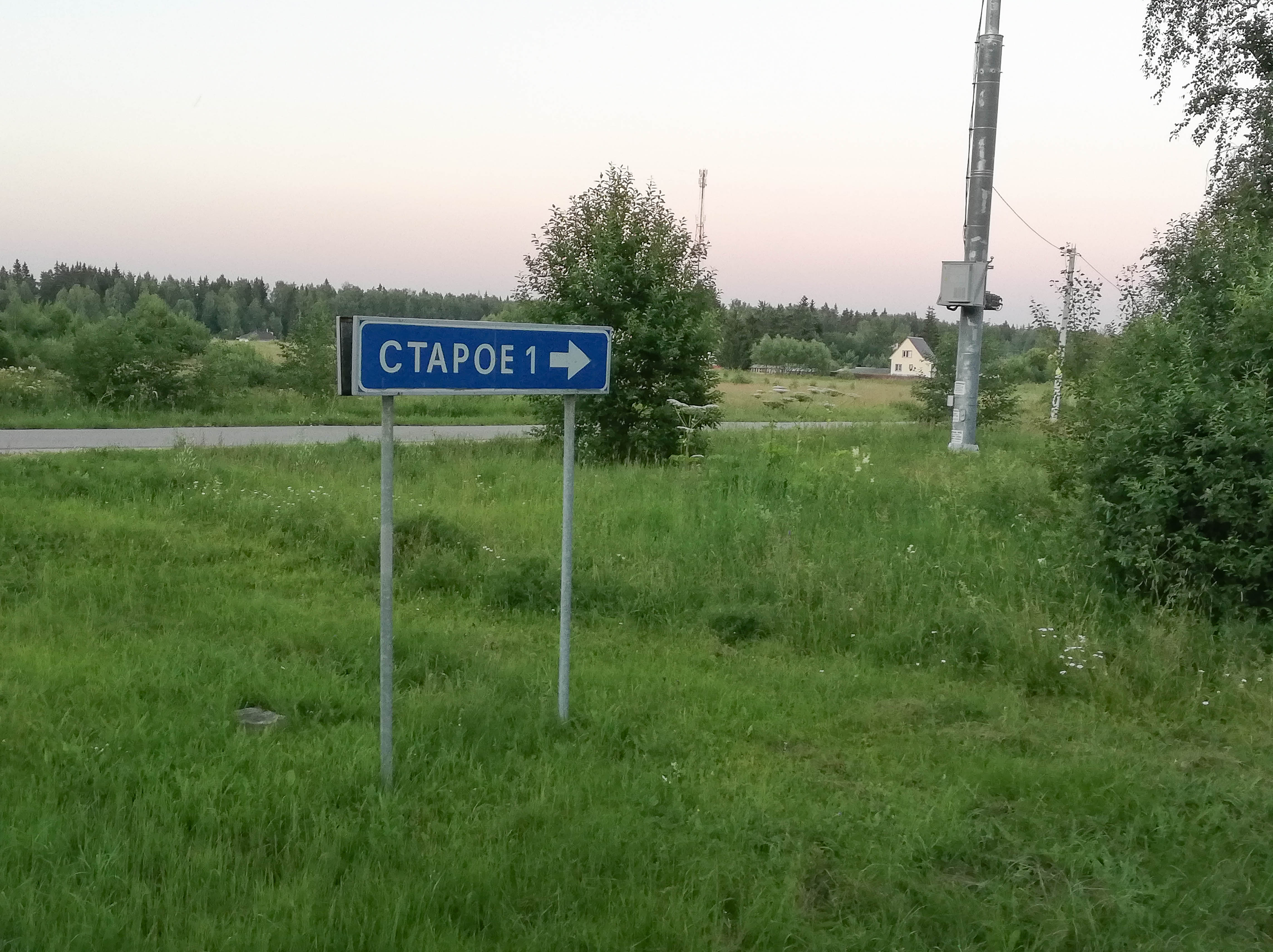
Указатель поворота на деревню с автодороги

Старо — деревня сельского поселения Волковское Рузского района Московской области. Численность постоянно проживающего населения — 28 человек на 2006 год, в деревне числятся 5 улиц. До 2006 года Старо входило в состав Волковского сельского округа.
Деревня расположена в центральной части района, в 13 километрах северо-восточнее Рузы, на безымянном правом притоке реки Озерна, высота центра над уровнем моря 203 м. У западной окраины деревни проходит автодорога А108 Московское большое кольцо, Старо связана с Рузой и другими населёнными пунктами автобусным сообщением.